# Csád
Csád (franciául: Tchad, arabul: تشاد, Tšād), hivatalos nevén Csádi Köztársaság, egy közép-afrikai ország. Északról Líbia határolja, keletről Szudán, délről a Közép-afrikai Köztársaság, délnyugatról Kamerun és Nigéria, nyugatról Niger.
Területileg Magyarországnak közel 14-szerese. Az országnak nincs tengerpartja.
Az ország három nagy földrajzi tájegységre tagolódik: 
- az északi, Szaharához tartozó sivatagos terület,
- középen elterülő száraz éghajlatú száhili terület,
- délen a szudáni szavannás terület.

A Csád-tó – amiről az ország a nevét kapta – a legnagyobb tava.
Hivatalos nyelve az arab és a francia, de több mint kétszáz különböző etnikai és nyelvi csoportnak ad otthont. Az iszlám (kb. 55%) és a kereszténység (kb. 41%) a fő vallások.
1920-ra Franciaország teljesen meghódította a területet, és hozzácsatolta a Francia Egyenlítői-Afrikához. 1960-ban François Tombalbaye vezetésével az ország elnyerte függetlenségét. A muszlim északi terület a Tombalbaye által folytatott politika hatására fellázadt, 1965-ben hosszan elhúzódó polgárháború kezdődött. 1979-ben a lázadók meghódították a fővárost, ezzel megtörve a déliek uralmát. A siker után a lázadók tábornokai egymás ellen fordultak, amiből Hissène Habré emelkedett ki győztesen. Az ő hatalmát 1990-ben tábornoka, Idriss Déby döntötte meg. A 2000-es években a dárfúri konfliktus átterjedt a határon, több ezer szudáni menekült él menekülttáborokban Csád keleti részén.
Az országban gyakoriak az összecsapások és a puccskísérletek. A nominális GDP-t tekintve Csád egyike a világ legszegényebb országainak. A hivatali korrupció igen magas. A csádiak döntő többsége igen szegény, akik földművelésből és pásztorkodásból önellátásban élnek. 2003-tól kezdve az ország fő exportcikke a kőolaj.

## Történelem
Mivel az ókorban a szaharai terület nem volt teljesen száraz, Csád lakossága egyenletesebben oszlott el, mint ma. 7000 évvel ezelőtt a Szahara még nedves éghajlatú volt. A Borkou  és Ennedi sziklarajzai elefántokat, orrszarvúkat, zsiráfokat, szarvasmarhákat és tevéket ábrázolnak; ma csak a tevék élnek már meg ott. Az i. e. első évezred végére számos állam és birodalom jött létre és tűnt el, mindegyik igyekezvén a Szaharán keresztülvezető kereskedelmi útvonalakat ellenőrzése alá vonni. A régiót pontosabban viszont csak a középkor óta ismerjük.
A középkorban a mai Csád területén egykori virágzó muszlim szultánságok (Vadai, Bagirmi) gazdasági alapját a szaharai karavánutak kereskedelme, főként a rabszolga-kereskedelem képezte. A területén 800 körül létrejött királyság volt az egyik legrégibb és legnagyobb királyság a Szaharától délre.
Az egymás ellen is hódító háborúkat folytató államokat a francia hadsereg foglalta el 1890-ben. Csád 1920-ban Francia Egyenlítői-Afrika része lett, majd annak felbomlásakor, 1958-ban autonóm köztársaságként a Francia Közösség tagállamává vált.
1960-ban elnyert függetlenség után az északi muszlim állattenyésztő és a déli földművelő lakosság között kiéleződött ellentét az ország kettészakadásához vezetett. A konfliktusba Líbia is beavatkozott (Csádi–líbiai konfliktus), megszállva az ásványi kincsekben gazdag, vitatott határvidéket (Aozou-sáv). Végül a két országrész megállapodást kötött, a líbiai csapatok pedig elhagyták az országot. A belső harcok az 1990-es évek második felében ismét fellángoltak, majd 2002-ben a kormány és a felkelők megállapodást kötöttek.

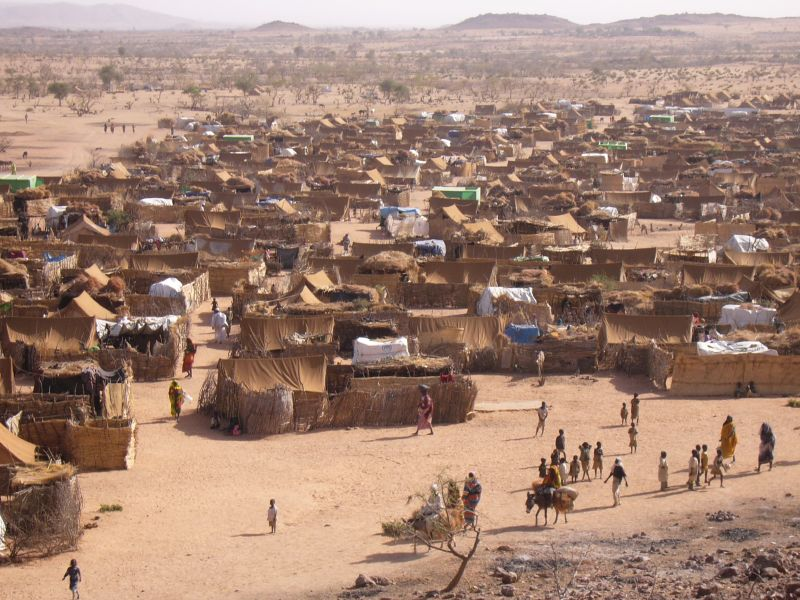
Menekülttábor Dárfúr övezetében (2005)

Dárfúr tartomány, amely Szudán része, szomszédos Csáddal. Az ottani konfliktus kihatott Csádra is. Egyrészt sok menekültet kellett ellátnia az egyébként is szegény országnak. Másrészt a csádi kormány fegyveres ellenzéke is bázisul használja Dárfúr területét, onnan indítja ismétlődő kormányellenes támadásait.
2021. április 20-án megölték Idriss Déby elnököt. A parlament azonnal feloszlatta magát, valamint lemondott a kormány is. Az országot a tervek szerint 18 hónapig egy átmeneti katonai tanács vezette volna, ennek ellenére még abban az évben Déby fia, Mahamat Déby lett az államfő, akit 2024-ben egy nemzetközi megfigyelők szerint sem tiszta választáson is újraválasztottak.
Még 2023 végén az ötödik Orbán-kormány döntött határozati javaslatban, hogy katonai kontingenst küld az országba, elsősorban „tanácsadási, támogatási és harctéri mentorálási feladatok ellátása, továbbá a terrorizmus elleni küzdelem támogatása érdekében 2025. december 31-ig.” A magyar kormány szerint a Száhel-övezetben próbálják elejét venni az onnan kiinduló migrációs hullámoknak. Az Orbán Gáspár, Orbán Viktor miniszterelnök fia közreműködésével kísért, alig kommunikált katonai szerepvállalás valódi céljairól ugyanakkor feltételezik, hogy amögött Csád ásványkincseinek részleges megszerzése áll, de esetlegesen orosz hírszerzői tevékenységet sem zártak ki a magyar katonák megjelenése mögött.

## Földrajz
Az ország területe Franciaországnak mintegy kétszerese, de átlagos népsűrűsége igen alacsony.
Az országnak 5968 km hosszú határa van (növekvő sorrendben):
- 87 km Nigériával (nyugat)
- 1055 km Líbiával (észak)
- 1094 km Kamerunnal (DNy)
- 1175 km Nigerrel (nyugat)
- 1197 km Közép-afrikai Köztársasággal (dél)
- 1360 km Szudánnal (kelet)

### Domborzat
Északon az elszórt oázisokkal tarkított Szahara terül el, amelynek egyhangúságát a hatalmas Tibeszti és Ennedi szigethegység töri meg. Dél felé a sivatag sztyeppbe, majd a Csád-tó medencéjének lefolyástalan, mocsaras vidékébe megy át.
Az Afrika belsejében fekvő ország a Szahara és a Szudán nagytájak területén helyezkedik el. Északi harmadán a Szahara homoksivatagjai uralkodnak, amelyek közül az Ennedi (1450 m) homokkő fennsíkjai és a Tibeszti vulkáni eredetű vonulatai (Emi Koussi, 3415 m; Pic Tousside, 3315 m) emelkednek ki. Az ország nagy részét a két folyó (Chari, Logone). táplálta, változó területű, sekély Csád-tó medencéje foglalja el.

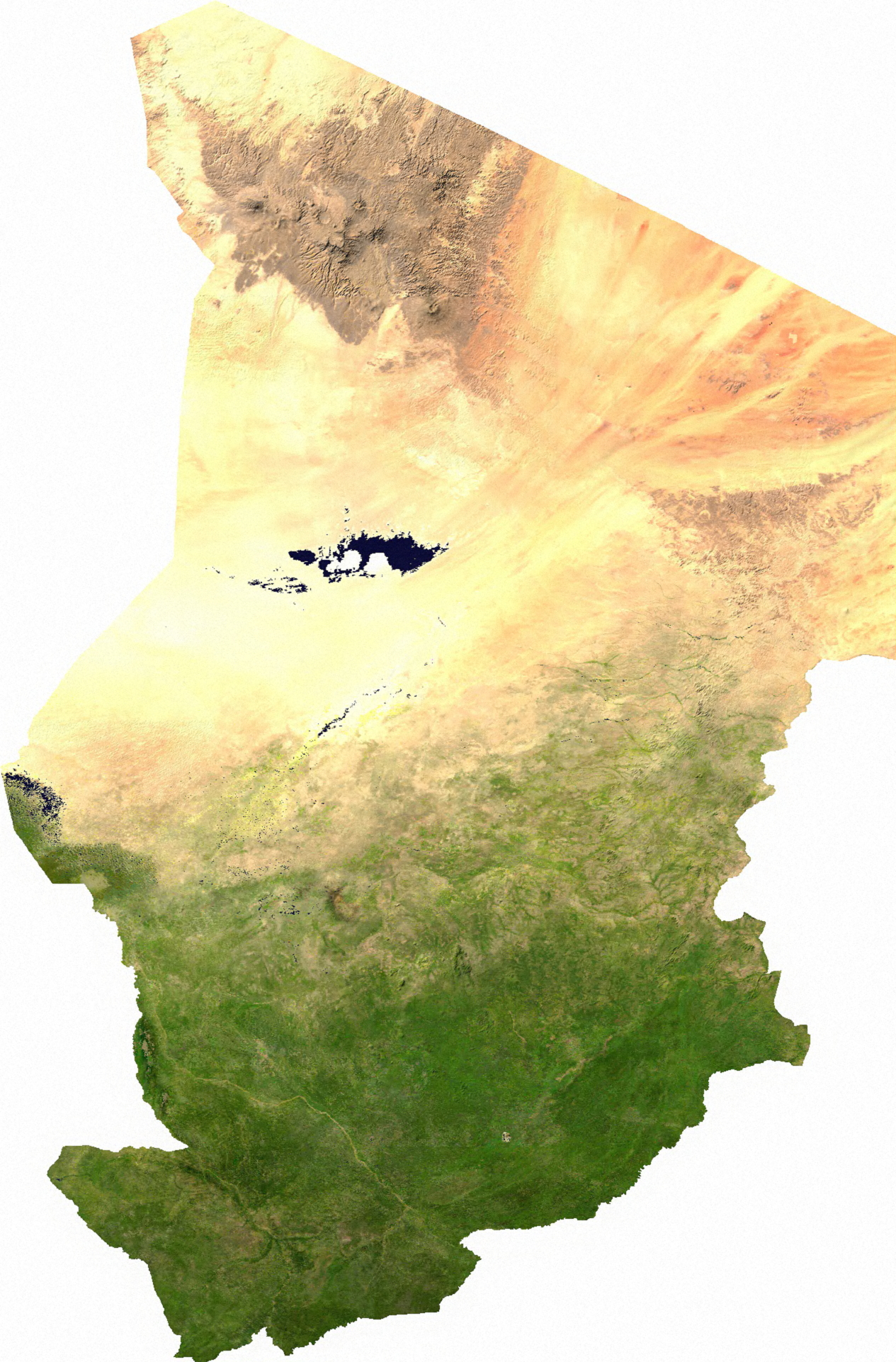
Műholdas kép. Az ország északi része sivatag, délnek haladva egyre zöldebb a táj

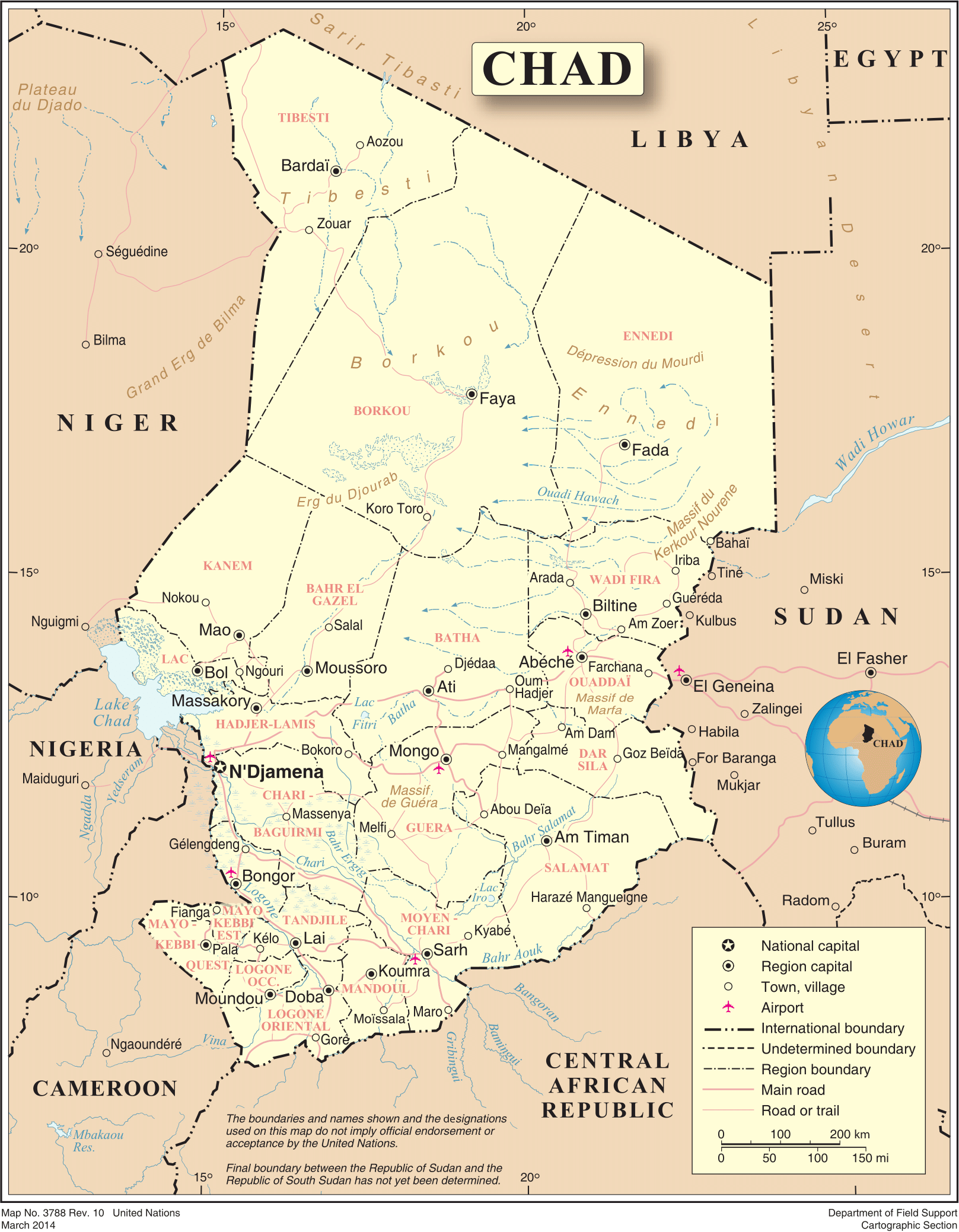
Politikai térkép a városokkal
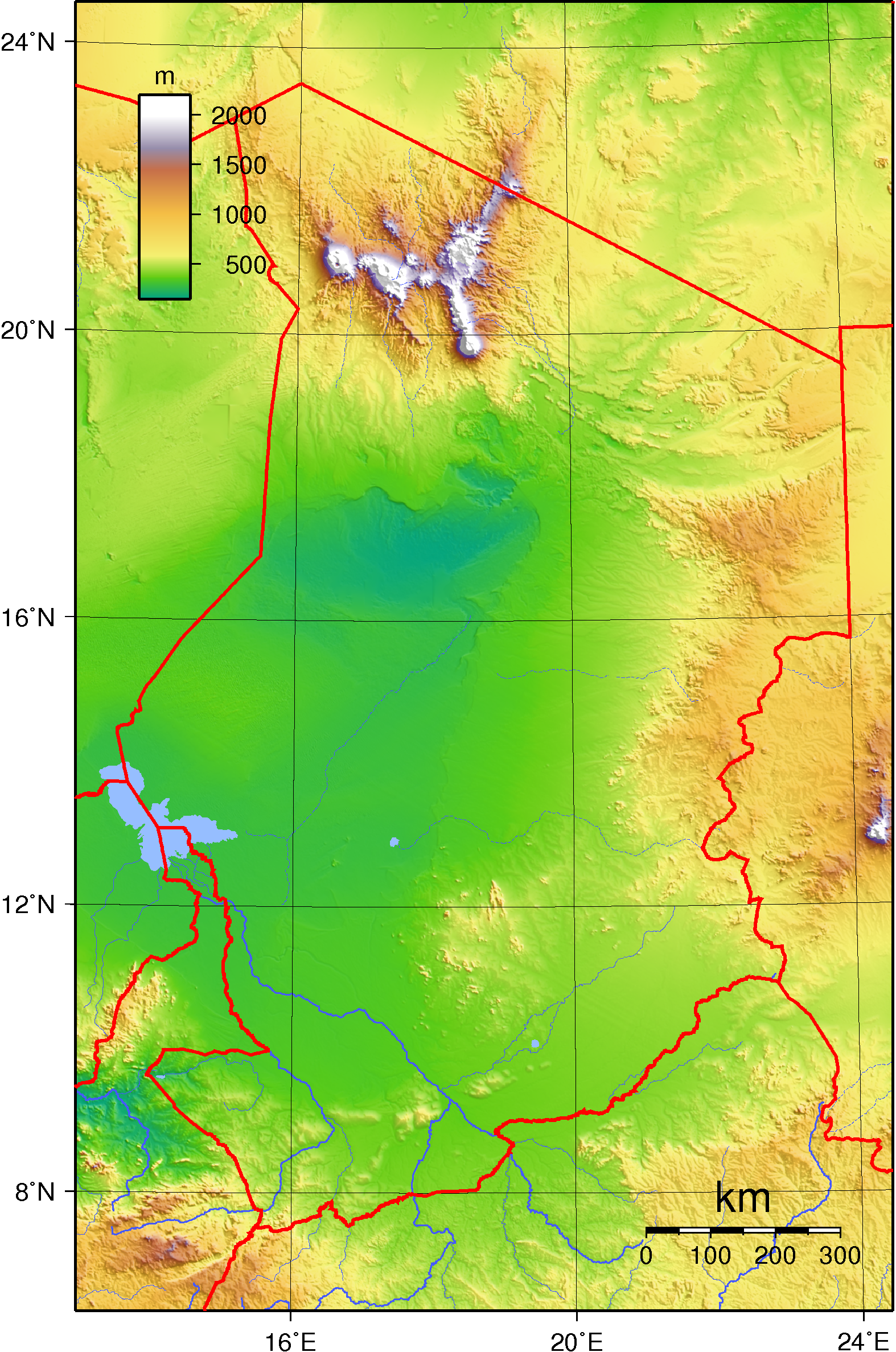
Domborzati térkép
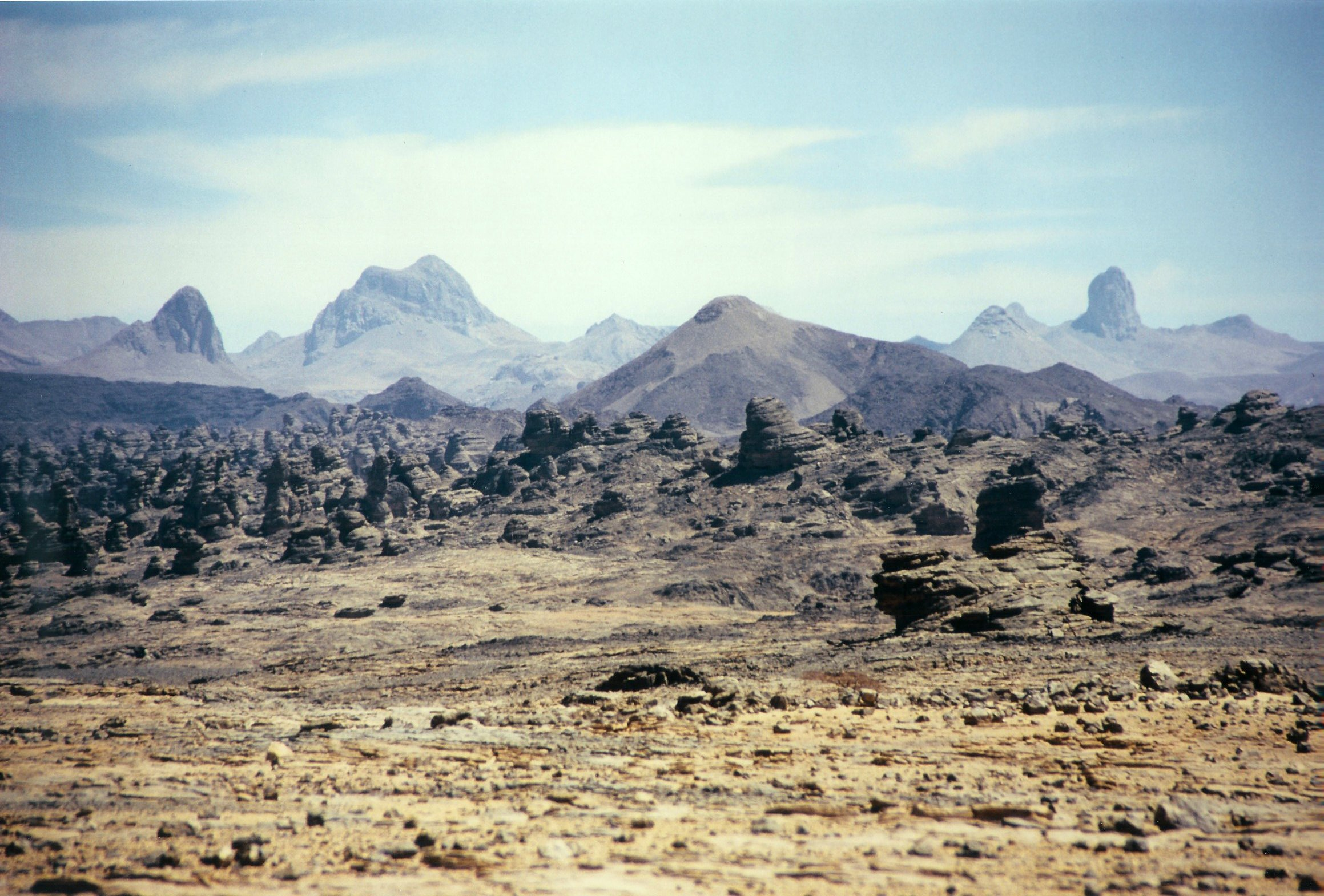
A Tibeszti-hegység Bardaitól keletre
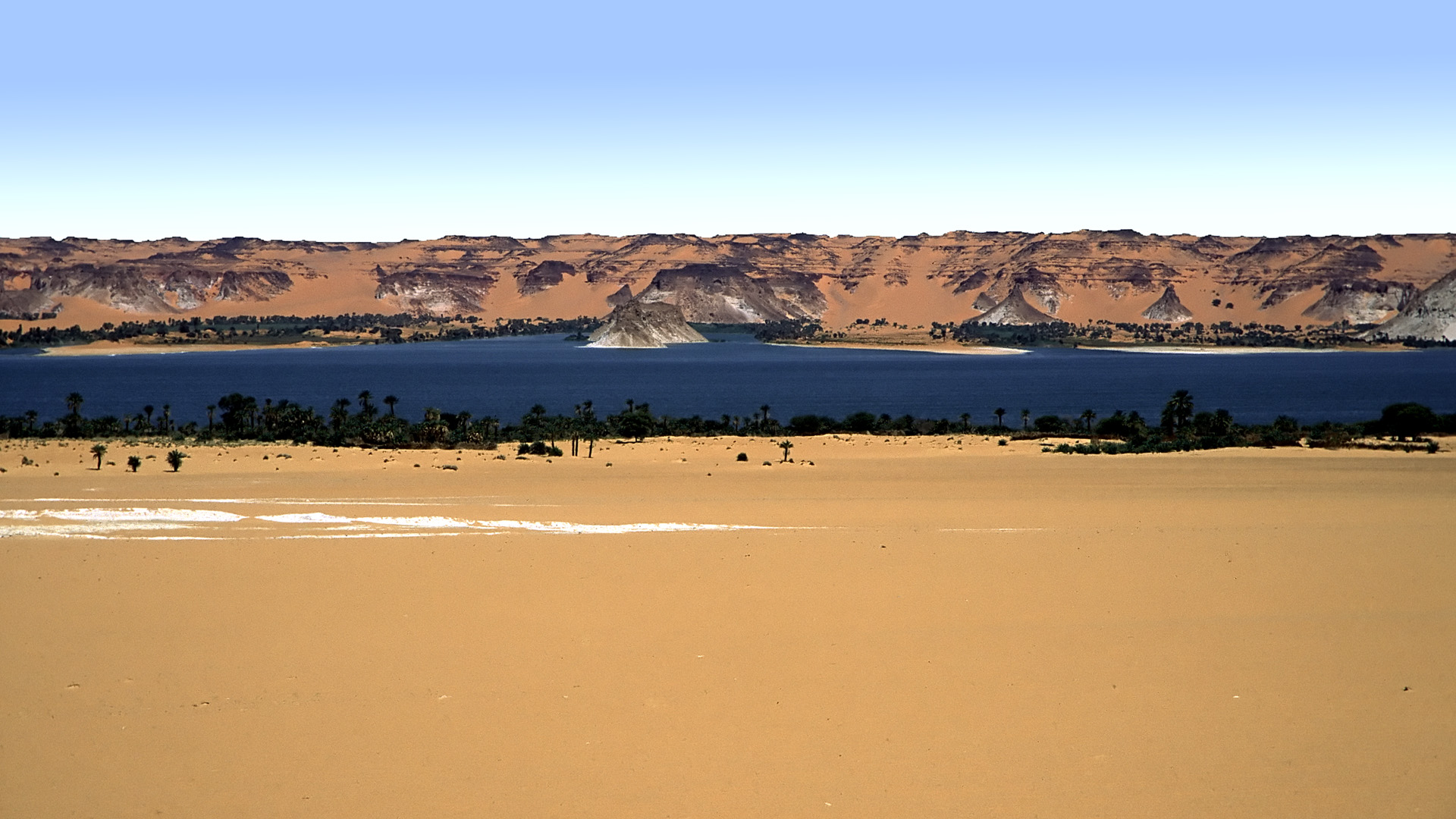
Az Ounianga-tó a Tibesztiben
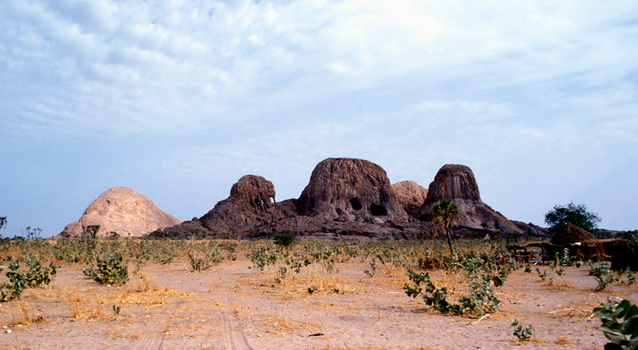
Tájkép a Hadjer-Lamis régióban, a főváros közelében
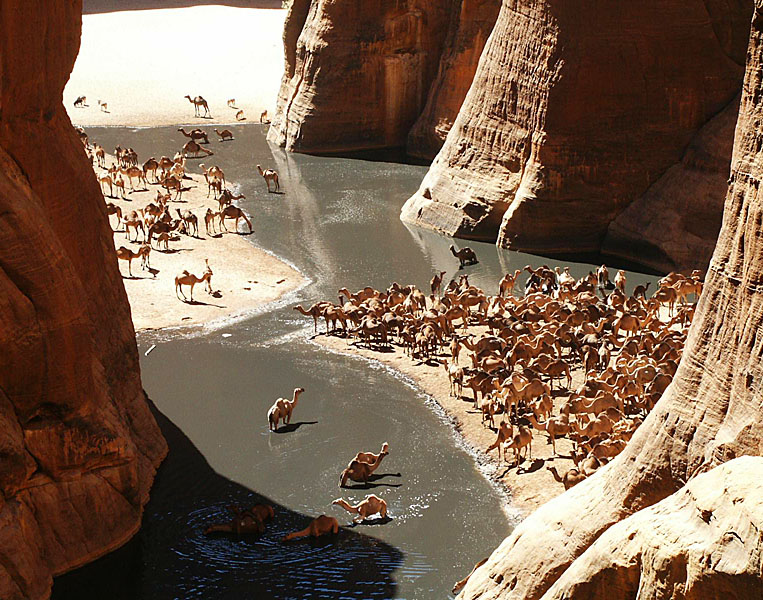
Vadtevék az Ennedi-hegység egy gueltájában
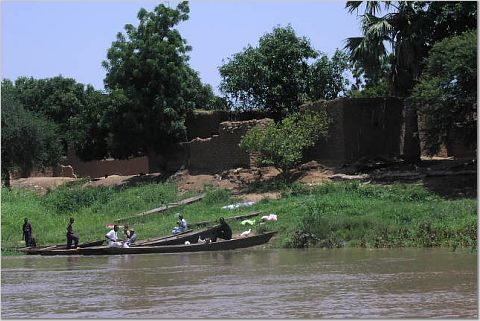
A Chari folyó partja Csád déli részén

### Vízrajz

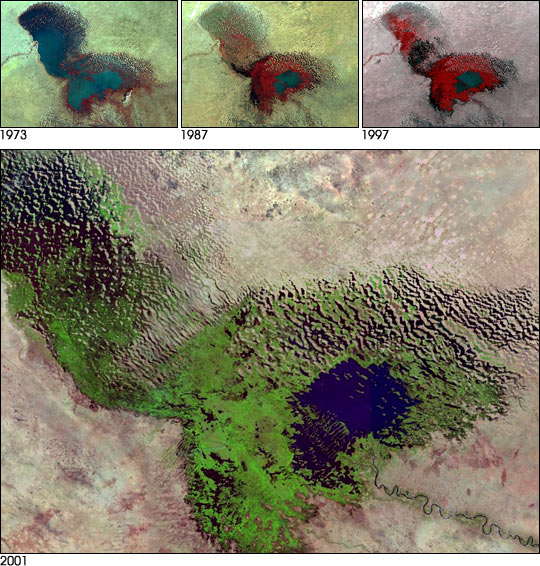
A Csád-tó zsugorodása 1973 és 2001 között

Legjelentősebb folyók: Chari, Logone. Ezek és mellékfolyóik az ország déli, csapadékosabb vidékén folynak a Csád-tóba, mely még pár évtizeddel ezelőtt is sokkal nagyobb volt, mint ma. Hatalmas mocsárvidék maradt a visszahúzódó tó nyomán.

### Éghajlat
Éghajlata három részre osztható. Északon sivatagi: egész évben nagyon száraz; a központi síkság (Száhil öv) forró és száraz, rövid esős évszakkal június közepétől szeptember közepéig; a déli alföld meleg és nedvesebb, szezonális esőkkel május végétől október elejéig.
A csapadék a Szaharában nem éri el az évi 50 millimétert sem. A középső, Száhil övben 300–600 mm között változik. Az ország déli részén az éves csapadékmennyiség 1000 mm körüli. Errefelé a december-januári középhőmérséklet 25 °C, míg az áprilisi 31 °C.

#### Éghajlatváltozás
A Notre Dame-i Egyetem kutatói alapján a klímaváltozás miatt globálisan az egyik legsebezhetőbb ország és ilyen téren az egyik legfelkészületlenebb ország.

### Élővilág

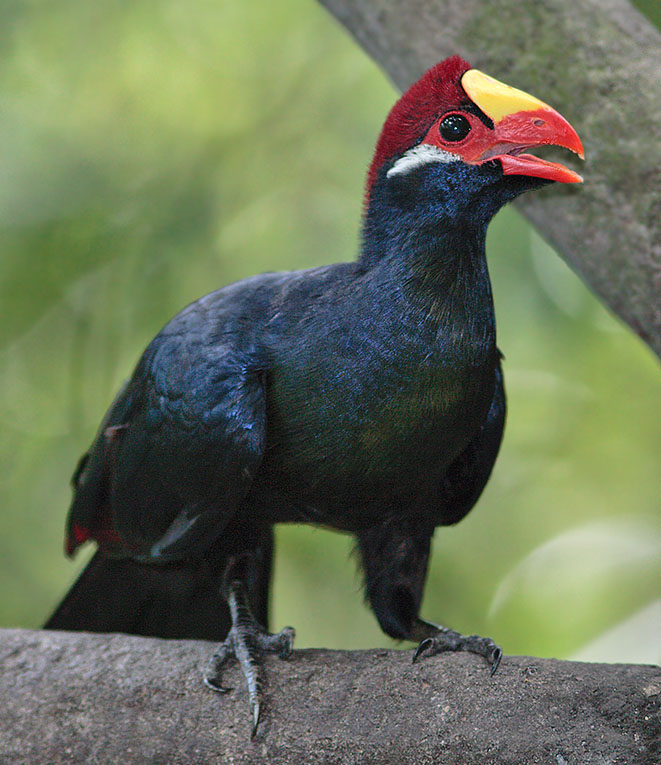
Viola turákó az ország déli részén

Északról délnek haladva, a csapadékmennyiségnek megfelelően, sivatagi, oázisoktól tarkított félsivatagi, tüskés és száraz szavannás (Szahel), nedves szavannás területek követik egymást. Délen a kiadósabb nyári esők lombos fákat táplálnak.
A Tibeszti jellegzetes állata a gazella, a sivatagi róka, a hiéna, a gepárd. A déli területek állatvilágának gazdagságát a viszonylag háborítatlanul élő antilopok, zsiráfok, páviánok, leopárdok, oroszlánok, elefántok, varacskos disznók, a folyókban a vízilovak jellemzik.

#### Nemzeti parkjai
- Aouk Nemzeti Park
- Bahr Salamat Állatrezervátum
- Goz Beïda Nemzeti Park
- Manda Nemzeti Park
- Zakouma Nemzeti Park: 1963-ban alapították, Csád első nemzeti parkja. Elefántok, oroszlánok... Sok kárt tett benne a polgárháború, de nagyjából túlélte az állatállomány.

#### Természeti világörökségei
Az UNESCO világörökségi listáján jelenleg két helyszín van, valamint további hét helyszín a javaslati listán várakozik a felvételre.

## Államszervezet és közigazgatás

### Alkotmány, államforma
Csád államformája köztársaság. 2021-ben katonai junta irányítja az országot.
Az alkotmányát 1996. április 14-én kapta.
Az államfő a hadsereg parancsnoka.

### Törvényhozás, végrehajtás, igazságszolgáltatás
Törvényhozó hatalom: egykamarás nemzetgyűlés.
Jogrendszer: polgári és szokásjog vegyes jogrendszere.

### Politikai pártok
- Mouvement patriotique du Salut (MPS)
- Parti libéral du Tchad (PLT)
- Rassemblement pour la démocratie et le progrès (RDP)
- Union des écologistes tchadiens/Les Verts (UET/Les Verts)
- Action tchadienne pour l'Unité et le Socialisme (ACTUS)

#### Elnökök
- 1960 – 1975 François Tombalbaye
- 1975 – 1979 Félix Malloum
- 1979 Lol Mohammed Chawa
- 1979 – 1982 Goukouni Oueddei
- 1982 – 1990 Hissène Habré
- 1990 – 2021 Idriss Déby
- 2021 – Mahamat Idriss Déby

## Népesség

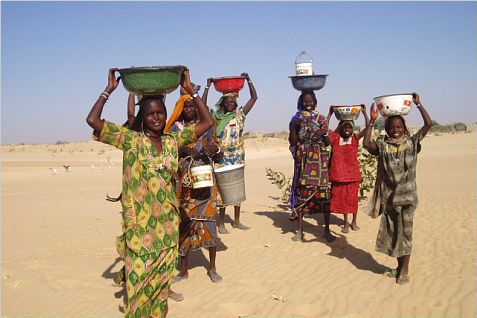
Vízhordó asszonyok. A tiszta ivóvízhez való hozzáférés az ország nagy részén nehézséget okoz.

### Általános adatok
A főváros N’Djamena lakossága mintegy 1,1 millió fő (2013). Az ország teljes népessége 2018-ban mintegy 15,5 millió fő.
A népesség nagyon egyenlőtlenül oszlik meg. Az északi, sivatagos részek népsűrűsége igen alacsony, pl. 0,1 fő/km² a szaharai Borkou-Ennedi-Tibeszti régióban, de délen, a Nyugati Logone régióban (Logone Occidental) 55 fő/km² körüli. A főváros környékén ez még magasabb. Csád lakosságának zöme az ország déli részén él.

### Népességének változása
| Lakosok száma | 3 002 596 | 3 373 563 | 3 816 295 | 4 336 366 | 4 954 649 | 6 142 558 | 7 463 347 | 9 311 234 | 11 039 873 | 19 319 064 |
|               | 1960      | 1966      | 1972      | 1978      | 1984      | 1991      | 1997      | 2003      | 2009       | 2023       |

### Legnépesebb települések
A fővároson, N’Djamenán kívül nincsenek jelentős nagyvárosai.

### Vallási megoszlás
Eltérő becslések vannak.

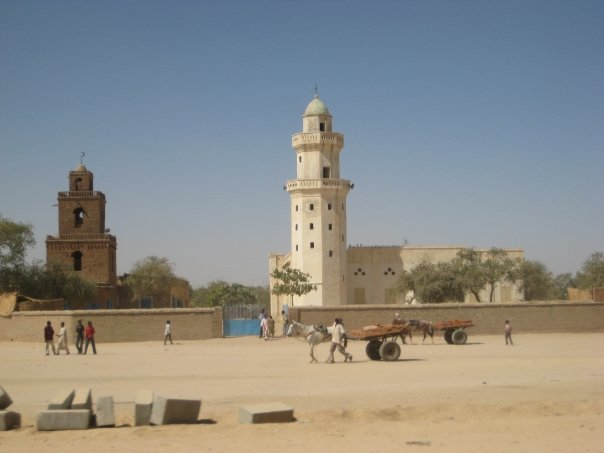
Abéché mecsete

Megközelítő adatok szerint a lakosság 52-58% -a muszlim, míg 39-44% -a keresztény.
2014-15-ös CIA becslés alapján : muszlim 52,1%, protestáns keresztény 23,9%, katolikus 20%, animista 0,3%, egyéb keresztény 0,2%, egyik sem 2,8%, meghatározatlan 0,7%
Az országban élő muszlimok többsége a misztikus iszlám (szúfizmus) mérsékelt ágának híve. Leggyakoribb kifejeződése a tidzsanija , amelyet a csádi muszlimok 35% -a követ, és amely néhány helyi afrikai vallási elemet is tartalmaz.

### Etnikai megoszlás
Az országban rendkívül sokféle etnikai csoport él, több mint kétszáz.
Északon nomádok laknak, többnyire tubuk.
A legnépesebb csoport a délen élő, fekete bőrű, de hamita eredetű szara, akik 30%-ot tesznek ki. A Szudánból bevándorolt feketék aránya 26%. Tedák, más néven teda-dazák, azaz az arabokkal rokon, szintén sötét bőrű hamiták aránya 7%. A többi etnikai csoport szudáni, egészen fekete bőrűek és hauszaiak, akik szintén egy fekete etnikai csoport, arányuk 2%. A legnagyobb szudáni csoportok, a mbumok 7%-kal, maszalit, maba, mimi 7%. A tamák aránya 6%. mubi 4%, kanuri 2%, masza 2%, kotoko 2%.

### Nyelvi megoszlás
Lásd még: Csádi nyelvek
Fekete-afrikai nyelveket beszél a lakosság zöme. 93% szudáni-guineai, hámi 7% (tuareg). Több mint 120 különböző nyelvet és nyelvjárást beszélnek. 
A hivatalos nyelv a francia és az arab, de a lakosság gyakran más nyelveket beszél egymás között.

### Szociális rendszer
A polgárháborúktól és a katasztrofális aszályoktól gyötört ország nem tudja megoldani polgárainak társadalombiztosítását és kielégítő egészségügyi ellátását.

## Gazdaság

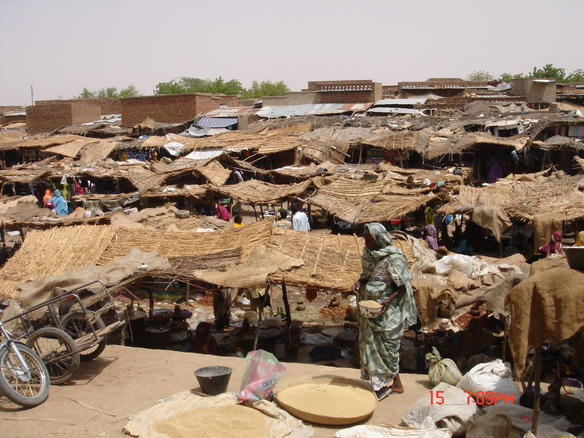
Abéché piacképe

Igen szegény ország, a 2010-es években a lakosság 40%-a él a szegénységi küszöb alatt. Fejlődését a tengerparttól elzárt fekvésen túl az állandó belharc is gátolja. Az ország külföldi segélyekre és hitelekre utalt.
Az évekig tartó polgárháború külföldi befektetésekre gyakorolt hatása még ma is érezhető, hiszen azok a befektetők, akik 1979 és '82 között hagyták el Csádot, csak nemrég kezdték visszaszerezni az ország jövőjébe vetett bizalmat. Az eddigi egyik legfontosabb gazdasági vállalkozás a Doba-medence olajkitermelési projektje volt Dél -Csádban. Az olajkitermelés a déli Doba régióban 2000 júniusában kezdődött.
Csád nagymértékben függ a külföldi segítségtől. Fő adományozói közé tartozik az Európai Unió, Franciaország és a hitelező ügynökségek. A külföldi beruházások nehézkesek a korlátozott infrastruktúra, a képzett munkavállalók hiánya, a kiterjedt kormányzati bürokrácia és a korrupció miatt.
Csád fő kiviteli cikkei az olaj, az arany és az uránium, amelyek a teljes kivitel több mint 95 százalékát teszik ki. Gazdaságának a mezőgazdaság jelenti az egyik fő alapját, ahol a foglalkoztatottak kb. 80%-a dolgozik (főleg önellátó gazdálkodás, állattenyésztés). 2020 táján már a kőolaj is. Ekkor már a kőolaj adja az exportbevételek mintegy 60%-át, míg a gyapot, a szarvasmarha, az állatállomány és a gumiarábikum biztosítja az olajon kívüli exportbevételek nagy részét.

### Általános adatok
Gazdasága: agrárország.
A GDP szektorális megoszlása (2014-ben): mezőgazdaság 54,3%, ipar 13,3%, szolgáltatás 32,4%.
2011-ben a lakosság 47%-a él a szegénységi küszöb alatt.

### Gazdasági ágazatok

#### Mezőgazdaság
Főbb termesztett növények: gyapot, cirok, köles, földimogyoró, szezám, kukorica, rizs, burgonya, hagyma, manióka, tápióka, jam.
A pásztorok a szudáni és száhil övezetben szarvasmarhát, birkát, kecskét és a nem muszlimok még sertést nevelnek. A szaharai régióban csak a tevék és a szívósabb kecskék élnek meg.
A megművelt földek aránya 2%, míg a legelőké 36%.

#### Ipar
Az ország kőolajkészleteinek kiaknázása és a kőolajvezetékek kiépítése 2000-ben, a Világbank támogatásával vette kezdetét. Ennek eredményeként kőolaj-termelése és -exportja a jövőben várhatóan nőni fog.
Jelentősebb ágazatok: olaj-, gyapot-, textil-, élelmiszer-, szappan-, cigaretta-, építőanyag ipar.

#### Külkereskedelem
Főbb termékek, áruk:
- Export: olaj, élőállat, gyapot, szezám, gumiarábikum. Évente több millió dollár értékű gumiarábikumot exportál külföldre.[10]
- Import: gépek és berendezések, ipari termékek, élelmiszer, textíliák

Főbb partnerek 2019-ben:
- Export:  Kína 32%,  Egyesült Arab Emírségek 21%,  India 19%, Egyesült Államok 10%, Franciaország 6%, Németország 5%
- Import:  Kína 29%,  Egyesült Arab Emírségek 16%, Franciaország 10%, Egyesült Államok 8%, India 5%

## Közlekedés

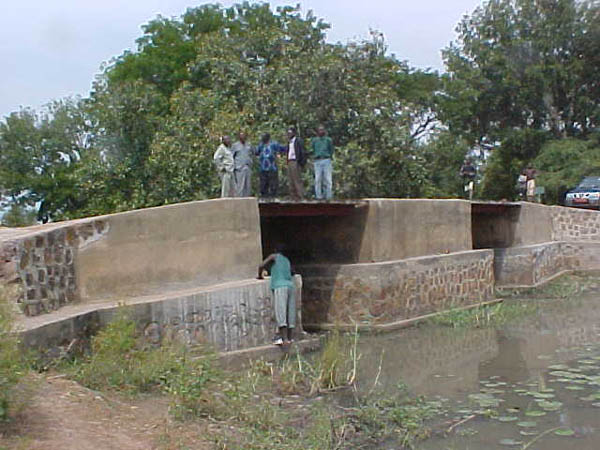
Híd a Bragoto folyó felett

### Szárazföldi
A csádi közlekedési infrastruktúra általában gyenge, különösen az ország északi és keleti részén.
A 2010-es években Csádnak nincs vasútja, bár két vonalat terveznek.
Északon az utak puszta nyomok a sivatagon, és a taposóaknák továbbra is veszélyt jelentenek. A hatalmas méretű országban 2018-ban összesen 44 ezer km út volt, ebből csak pár száz km (!) volt aszfaltozott.
A vontató állatok (ló, szamár, teve) továbbra is fontosak az ország nagy részében.
A fővárosban vannak taxik és bérautók.

### Vízi
A folyami közlekedés a délnyugati országrészre korlátozódik. A Chari és a Logone folyók csak az esős évszakban hajózhatók.

### Légi
N'Djamenából minden nagyobb város elérhető repülőgépen. 2017-ben a becslések szerint 59 repülőtér volt, amelyek közül csak kilenc rendelkezett burkolt pályával.

## Telekommunikáció
| Hívójel prefix | TT |
| ITU zóna       | 47 |
| CQ zóna        | 36 |

## Kultúra
A mintegy 200 népcsoport, 100 nyelv, három nagy vallás (muszlim, törzsi, keresztény), három éghajlati övezet és a több ezer éves múlttal rendelkező Csád kultúrája változatos és sokrétű. Északon, a Szahara szívében a berberek leszármazottai, a muszlim tubuk élnek. Az ország középső harmadán a félnomád, több alcsoportból álló, az arab zenei hagyományokat őrző szudáni arabok lakják. Az ország déli termékeny szavannáit a nem-muzulmán, fekete-afrikai népcsoportok népesítik be.
A poligámia gyakori; a nők kb. 39%-a él ilyen körülményben. A törvény engedélyezi a többnejűséget, hacsak a házastársak nem határozzák meg, hogy ez házasságkötéskor elfogadhatatlan. Bár a nők elleni erőszak tilos, a családon belüli erőszak gyakori. A női nemi szervek megcsonkítása is tilos, de a gyakorlat széles körben elterjedt és mélyen gyökerezik a hagyományokban. A csádi nők közel fele megy át az eljáráson.

### Oktatási rendszer
A 6-tól 12 éves korig terjedő általános tankötelezettség ellenére az iskolás korúaknak kb. negyede jár csak iskolába. Nagyon magas az analfabéták aránya: 78%, 2016-os becslés alapján.  Az országban három egyetem működik. (N'Djamena, Abéché városokban)

### Hagyományok
Gyermekházasságok
Igen magas a gyermekházasságok aránya, az egyik legmagasabb a világon.

### Gasztronómia
Sok tényező befolyásolja Csád konyháját. Köztük az éghajlati körülmények, a hagyományok és a vallási étkezési törvények. Az ország északi részén mások az étkezési szokások, mint délen.
A köles a csádi konyha alapvető étele. Golyóra formázva mártásokba mártva eszik. Északon ez az étel alis (alysh) néven ismert ; délen bija (biya) néven.

## Turizmus
Az észak-déli ellentét miatt fennálló folyamatos politikai viszályok és az infrastruktúra fejletlensége miatt a turizmus nem jelentős.
Javasolt oltások Csád-ba utazóknak:
- Hastífusz

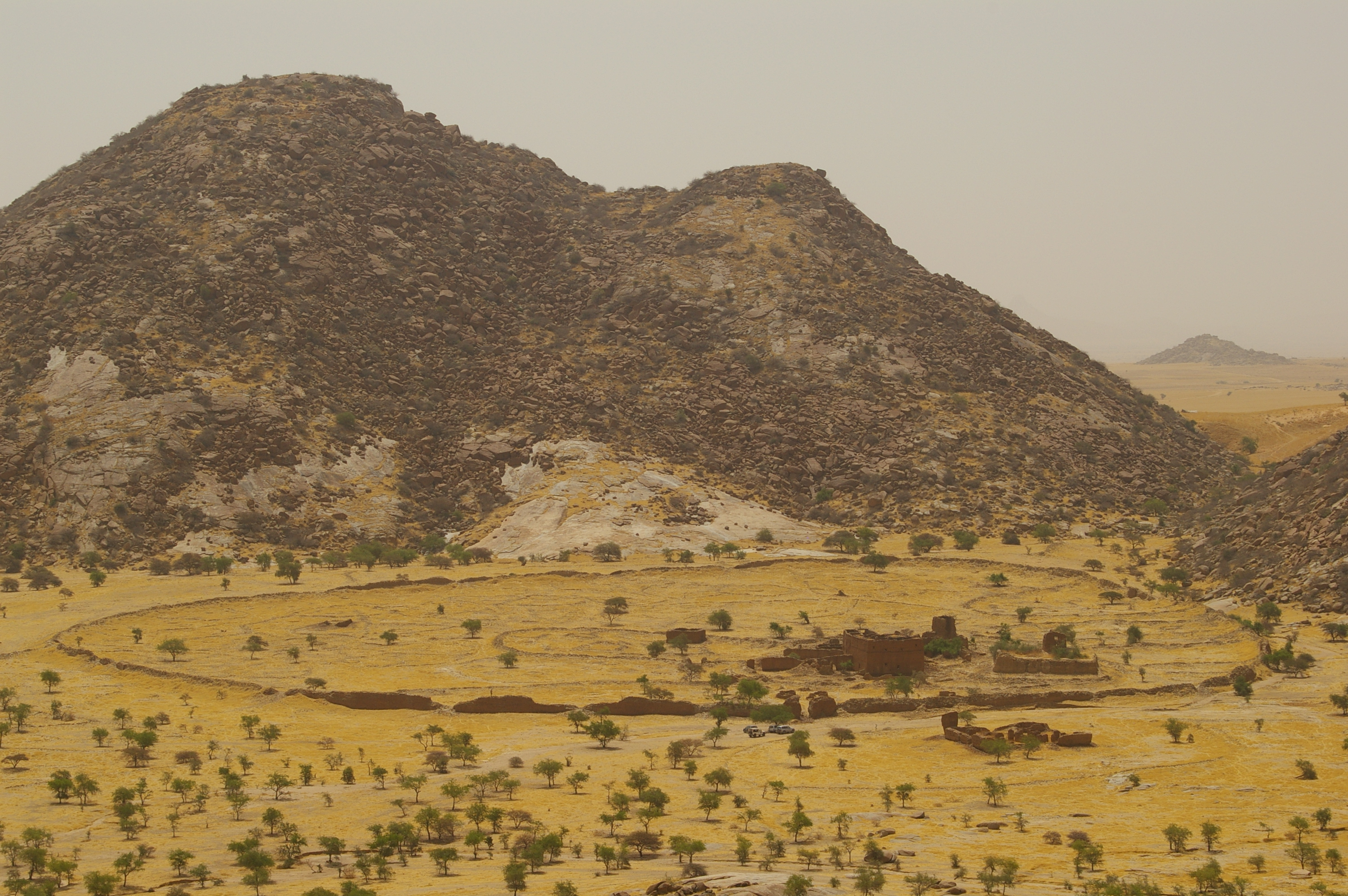
Ouara romjai

- Hepatitis A (magas a fertőzésveszély)
- Hepatitis B (magas a fertőzésveszély)
- Sárgaláz

Malária ellen gyógyszer van. (Az ország déli részén nagy a kockázata a megbetegedésnek).
Javasolt oltás bizonyos területekre utazóknak:
- Járványos agyhártyagyulladás
- Kolera
- Veszettség

Javasolt emlékeztető oltás:
- Járványos gyermekbénulás

## Sport
Csád eddig még nem nyert érmet az olimpiai játékok során.
- Bővebben: Csád az olimpiai játékokon

A Csádi labdarúgó-válogatott közepes eredményű.

### Labdarúgás
- CEMAC-kupa:
  - Ezüstérmes 1 alkalommal
- UDEAC Bajnokság:
  - Ezüstérmes 2 alkalommal
- Bővebben: Csádi labdarúgó-válogatott

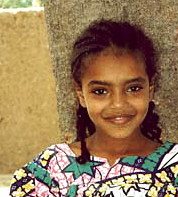
Egy kislány az ország keleti részéből

## Ünnepnapok
- december 1: nemzeti ünnep
- május 1: a munka ünnepe
- május 25.: az afrikai szabadság napja
- augusztus 11: a függetlenség napja
- november 28: a köztársaság napja

## Fordítás
- Ez a szócikk részben vagy egészben a Chad című angol Wikipédia-szócikk ezen változatának fordításán alapul.  Az eredeti cikk szerkesztőit annak laptörténete sorolja fel. Ez a jelzés csupán a megfogalmazás eredetét és a szerzői jogokat jelzi, nem szolgál a cikkben szereplő információk forrásmegjelöléseként.